# Crocifisso di Halberstadt
Il crocifisso di Halberstadt è una scultura in legno di quercia collocata sul pontile del duomo di Halberstadt, in Sassonia-Anhalt, in Germania. Databile al 1220 circa, è una delle massime espressioni della scultura gotica tedesca, assieme al crocifisso di Wechselburg.

## Storia

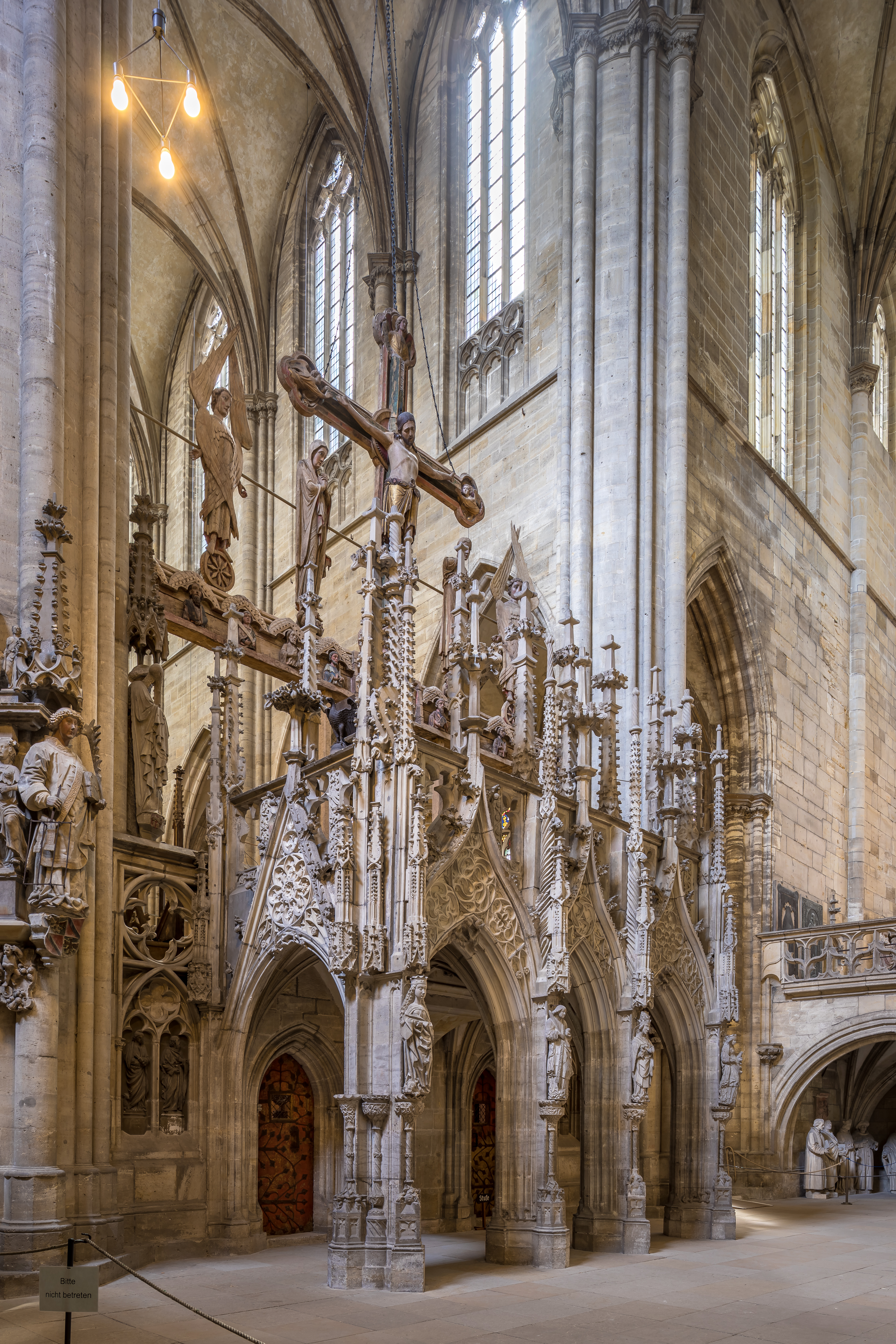
Il pontile tardo gotico della crociera, sormontato dalla trave con il Crocifisso e le statue laterali.

Il crocifisso viene approntato verosimilmente entro il 1220, anno della consacrazione della chiesa, e montato sul pontile tra aula e presbiterio. La grande scultura lignea viene affiancata da altre quattro statue raffiguranti la Madonna, San Giovanni Evangelista e due Cherubini, tutti collocati lungo una spessa trave portante incastrata tra i due pilastri orientali della crociera.
L'intero gruppo sopravvive alla ricostruzione del pontile, avvenuta nel 1505 secondo linee tardo gotiche, un'opera in pietra riccamente ornata che viene semplicemente anteposta alla trave reggente le vecchie sculture lignee. Il complesso si mantiene ancora oggi inalterato in questa configurazione.

## Descrizione
La croce vera e propria è collocata di fronte a una sorta di astuccio cruciforme con estremità trilobate, che ne fa da sfondo e contorno. Nel trilobo inferiore si trova Adamo, posto a reggere la croce, nei due centrali stanno due angeli pure posti a reggere il braccio orizzontale della croce, mentre in quello superiore un terzo angelo srotola una lunga pergamena con il titulus crucis. Gesù non ha i piedi trafitti dai chiodi, bensì si appoggia su un piccolo drago a rappresentare il male sconfitto. Allo stesso modo, mancano la ferita sul costato e la corona di spine: la tipologia è quella del Christus triumphans, ma il capo è chino e lo sguardo dolente, palesando la morte del Salvatore.
Similmente al crocifisso centrale, le statue laterali della Madonna e San Giovanni poggiano i piedi sui simboli delle vittorie cristiane: la prima su un serpente, la seconda su una figura incoronata e accovacciata che personifica il paganesimo. I due Cherubini sono avvolti da sei ali e poggiano i piedi su ruote infuocate, simboleggianti il trono divino. I corpi di questi ultimi sono cavi e chiusi sul retro da un coperchio, lasciando presumere che fossero sede di reliquie.
Il gruppo scultoreo è ben conservato e presenta ancora tracce della policromia originale.

## Stile
Come già accennato, il crocifisso di Halberstadt sposa la tipologia del Christus triumphans, tipicamente medievale, sviluppandola in svariati dettagli per costruire un programma iconografico completo dalla morte sulla croce alla Resurrezione, fino a un presagio del Giudizio universale nell'Adamo che si erge alla base. La combinazione tra elementi figurativi tradizionali e motivi più recenti e moderni, assieme a una qualità esecutiva straordinariamente alta, fanno in modo che la storia dell'arte riconosca in questo crocifisso l'apice della scultura protogotica tedesca.
Dettagli propri della scultura romanica sono l'impostazione generale, la postura del Cristo, il soppedaneo in forma di drago e l'assenza degli elementi identificativi della Passione, come la ferita e la corona di spine, ma la trattazione della fisicità del Cristo e l'armonioso sviluppo della sua figura rimandano pienamente a modelli che sono già gotici. La stessa scelta di raffigurare il Cristo come morto o morente, nonostante l'assenza degli attributi della Passione, è una scelta iconografica del tutto moderna.
Anche le statue laterali risentono di questa fase di transizione: la postura dei volti della Madonna e di San Giovanni, piangenti e rivolti in basso verso i credenti, rimandano a modelli bizantini, ma il fine panneggiare delle vesti, pesanti e dall'aspetto intriso d'acqua, modellate attorno ai corpi sono più vicine ai modelli delle statue della cattedrale di Laon e dei portali del transetto della cattedrale di Chartres, tutte praticamente contemporanee. Quelle di Halberstadt, in aggiunta, sono trattate a tutto tondo, elemento di novità rispetto alle sculture negli strombi dei portali francesi che erano risolte solo di fronte.